# Trana
Trana (Tran-a in piemontese) è un comune italiano di 3 723 abitanti della città metropolitana di Torino in Piemonte. È situato nella Val Sangone.

## Storia

### Simboli
Lo stemma è stato riconosciuto con D.C.G. del 3 settembre 1929.
Il gonfalone è un drappo trinciato di rosso e di azzurro.

## Monumenti e luoghi d'interesse
- Chiesa della Natività di Maria Vergine, risalente al XVII secolo
- Torre degli Orsini, simbolo della cittadina, che è localizzata su una collina poco fuori dal centro abitato
- Torbiera di Trana: area palustre umida posta tra il comune e la conca dei laghi di Avigliana, interessante per l'avvistamento di aironi bianchi maggiori, aironi cenerini, poiane, albanelle e piante carnivore.
- Siti celtici con menhir datati neolitico finale (4000-2800 a.C.) situati a Pietraborga a quota 925 m (dislivello in salita 480 m). Dalla sommità del colle è possibile vedere un panorama che comprende Torino fino ai laghi di Avigliana
- Moncuni, cima panoramica e meta di escursioni, sia a piedi che in mountain-bike
- Monte Pietraborga, è il monte che sorge a sud di Trana, alto 926 m, offre una ricca cartina colma di sentieri per il trekking e l'escursione, che si diramano verso ogni direzione del monte e se praticati è possibile raggiungere tutti i comuni confinanti con il monte utilizzando esclusivamente i sentieri. Alla sommità del Pietraborga erge l'omonima croce, eretta nel 1900 e restaurata più volte grazie all'impegno di volontari ed associazioni tranesi
- Nei siti megalitici del monte Pietraborga, poco conosciuti, ma di enorme importanza storica, si possono incontrare durante una semplice escursione tracce di civiltà celtiche vissute tra i 4000 ed i 3000 anni a.C. Sono presenti varie testimonianze come muretti a secco (probabilmente resti di case primordiali), grotte con pitture megalitiche, monumenti menhir, coppelle e svariati altri segni[4]
- Pietra di Salomone, un grande masso erratico noto come sito di arrampicata
- Giardino botanico Rea, in frazione San Bernardino

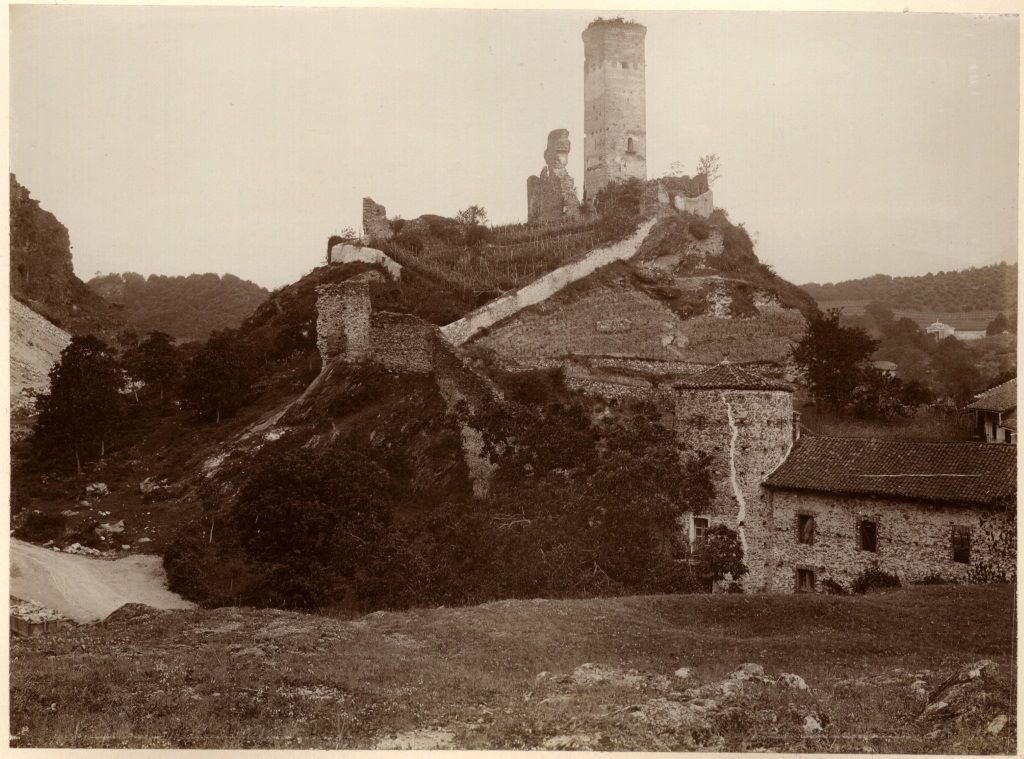
Mario Gabinio, Valle del Sangone-Trana, Ruderi del Castello, 1905?
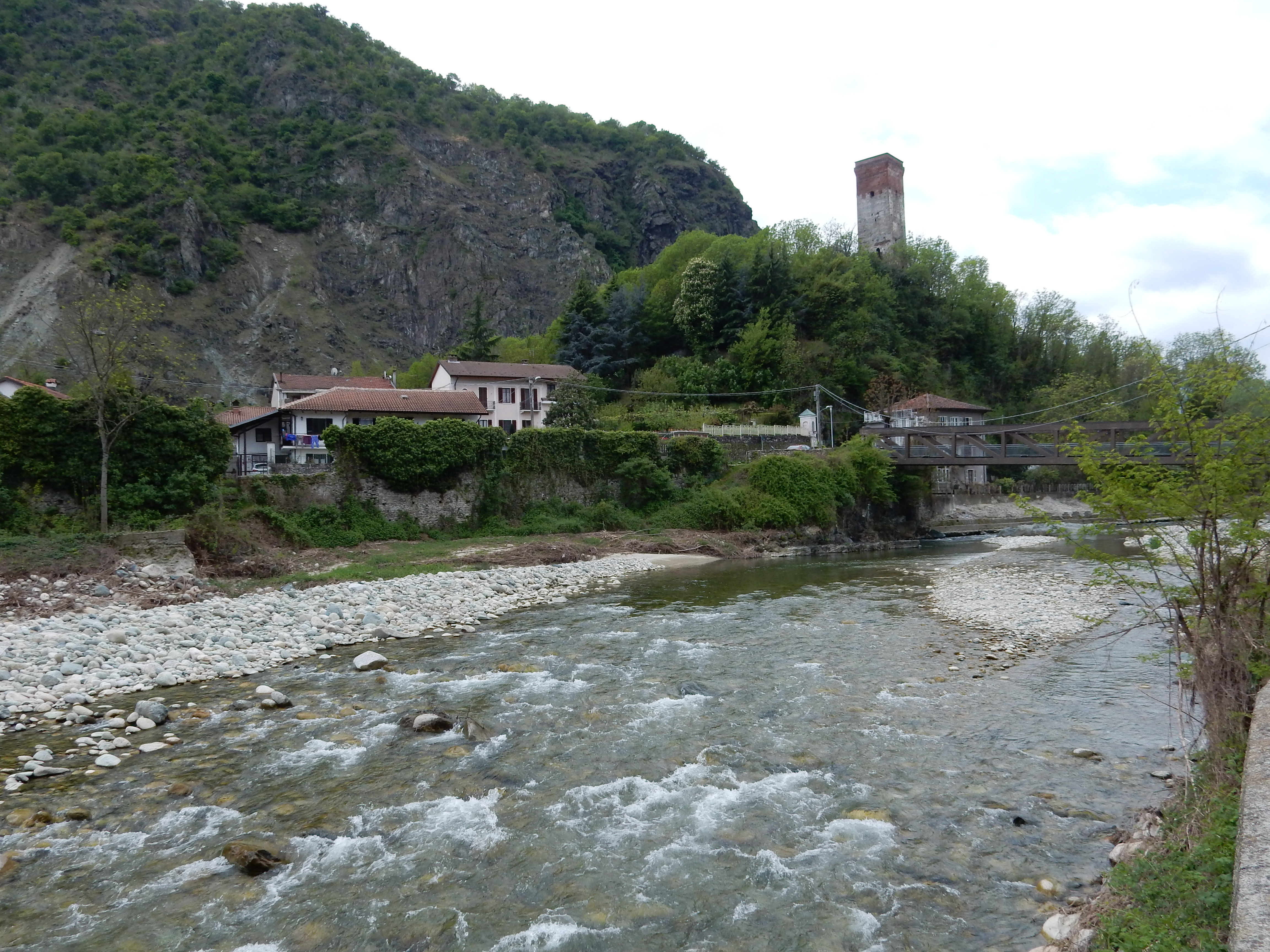
Fiume Sangone a Trana
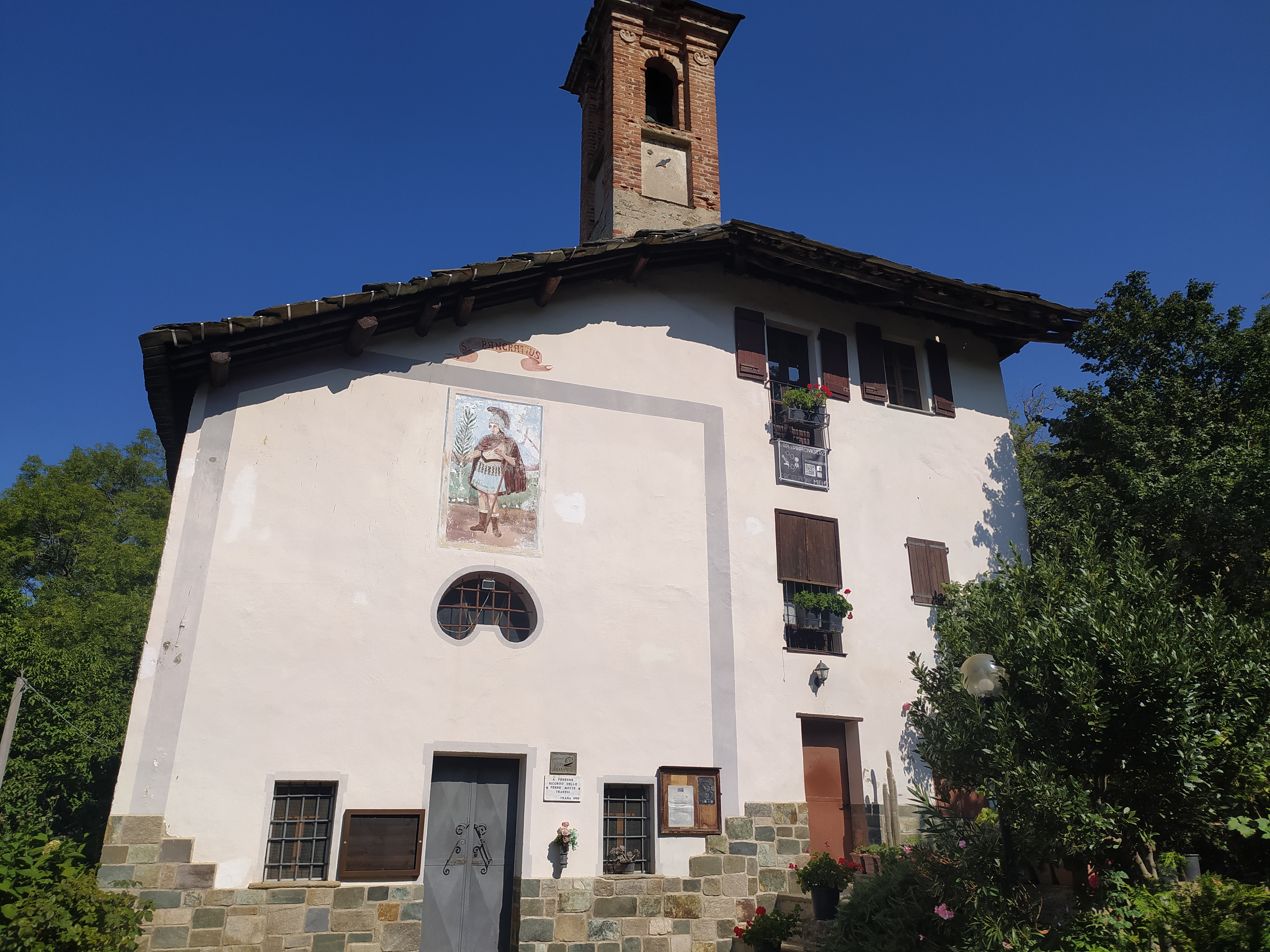
Chiesa S.Pancrazio nella frazione Pratovigero Superiore
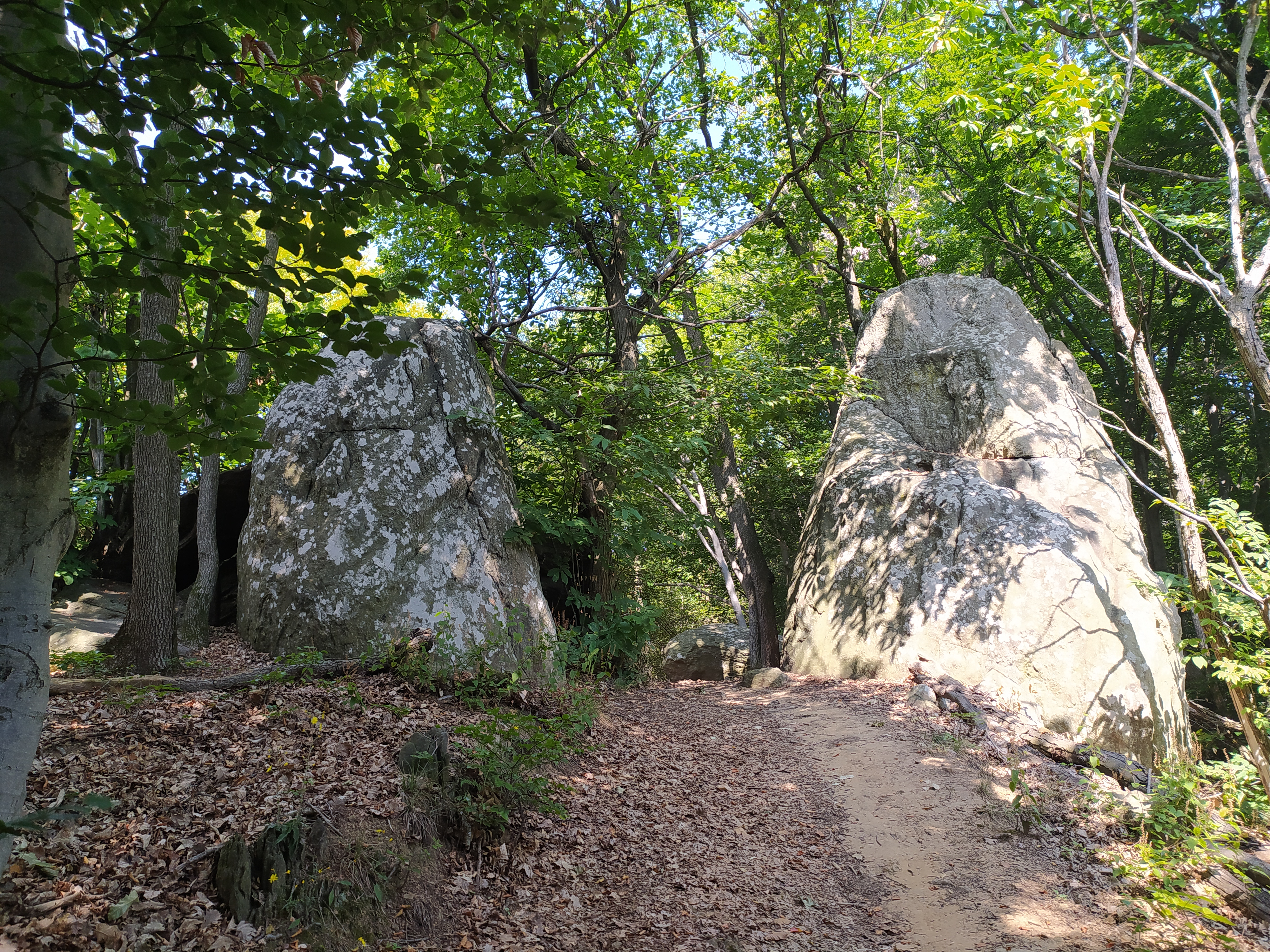
Menhir sul sentiero per il Monte Pietraborga

## Società

### Evoluzione demografica
A partire dall'anno 1961, la popolazione residente è raddoppiata.
Abitanti censiti

## Infrastrutture e trasporti
Dal 1882 al 1958 Trana fu servita dalla tranvia Torino-Orbassano-Giaveno.

## Amministrazione
Di seguito è presentata una tabella relativa alle amministrazioni che si sono succedute in questo comune.
| Periodo           | Periodo           | Primo cittadino   | Partito                           | Carica      | Note  |
| ----------------- | ----------------- | ----------------- | --------------------------------- | ----------- | ----- |
| 21 giugno 1985    | 31 maggio 1990    | Fernando Sada     | -                                 | Sindaco     | [ 6 ] |
| 31 maggio 1990    | 24 aprile 1995    | Fernando Sada     | -                                 | Sindaco     | [ 6 ] |
| 24 aprile 1995    | 14 giugno 1999    | Fernando Sada     | -                                 | Sindaco     | [ 6 ] |
| 14 giugno 1999    | 14 giugno 2004    | Fernando Sada     | lista civica                      | Sindaco     | [ 6 ] |
| 14 giugno 2004    | 12 settembre 2004 | Anna Rita Podio   | lista civica                      | Sindaco     | [ 6 ] |
| 12 settembre 2006 | 28 maggio 2007    | Valeria Sabatino  |                                   | Comm. str.  | [ 6 ] |
| 29 maggio 2007    | 7 maggio 2012     | Ezio Sada         | lista civica                      | Sindaco     | [ 6 ] |
| 7 maggio 2012     | 11 giugno 2017    | Ezio Sada         | lista civica Un impegno per Trana | Sindaco     | [ 6 ] |
| 11 giugno 2017    | 12 giugno 2022    | Bruno Gallo       | lista civica                      | Sindaco     | [ 6 ] |
| 13 giugno 2022    | 15 maggio 2023    | Antonella Cortese |                                   | Comm. pref. |       |
| 15 maggio 2023    | in carica         | Cinzia Pachetti   | lista civica Nostrana la svolta   | Sindaco     | [ 6 ] |

### Altre informazioni amministrative
Il comune faceva parte della Comunità Montana Valle Susa e Val Sangone.